# Utan sans
Utan sans är folkmusikgruppen Groupas tredje album i ordningen, utgivet 1988 av Amigo. Albumet blev 1989 nominerad till en svensk grammis.

## Låtlista
1. "Utan sans" (Mats Edén) – 1:56
2. "Hacklek och Chokladvals" (Mats Edén) – 5:09
3. "Fastän" (Eva Saether) – 2:49
4. Blå svit: – 10:58
  1. "Hamburger från Dalsland" (Trad.) – 1:58
  2. "Mixkovals" (Bill McChesney) – 2:58
  3. "Polska efter Carl-Johan Björklund, Hagfors" (Trad.) – 3:18
  4. "Lotusblomman" (Mats Edén) – 2:44
5. "Gåsmarschen" (Gustav Hylén) – 2:05
6. "Bastuvalsen" (Mats Edén) – 3:05
7. "Polkett efter Oskar Andersson, Mangskog" (Trad.) – 2:17
8. "Imeland och Grimeland, rejländer efter Georg Brobacken, Herrefors, Aust-Agder, Norge" (Trad.) – 3:00
9. "Grolåten" (Gustav Hylén) – 3:47
10. "Avenyschottis" (Mats Edén) – 2:52
11. "Vals efter Carl-Johan Björklund, Hagfors" (Trad.) – 3:00

Total tid: 49:16

## Medverkande
- Groupa:
  - Jonas Simonsson — tvärflöjter, bassaxofon, sopransaxofon, kalebass
  - Mats Edén — fiol, låtaltfiol, 2- och 3-radigt dragspel, mungiga
  - Bill McChesney — blockflöjter, basklarinett
  - Leif Stinnerbom — viola d'amore
  - Hållbus Totte Mattsson — gitarr, låtluta, 12-strängad gitarr
  - Gustav Hylén — kornett, mandolin, darboka, triangel, slagverk, synthesizer, ventiltrombon
- Ale Möller — diverse ljud
- Tomas Gabrielsson — vispar (6)